# کوچکین (ناحیه پچگاتلوکایسکویه، شهرستان تئوچژسکی، آدیغیه)
کوچکین (به لاتین: Kochkin) یک منطقهٔ مسکونی در روسیه است که در آدیغیه واقع شده‌است.